# Medal Założycieli Wojska
Medal Założycieli Wojska (lit. Kariuomenės Pirmūno Medalis) – jedno z litewskich odznaczeń wojskowych ustanowione w 1940.

## Historia i zasady nadawania
Medal Założycieli Wojska został ustanowiony poprawką do ustawy o odznaczeniach z 11 kwietnia 1940, przyjętą i zaakceptowaną w parlamencie litewskim. Medal był przyznawany przez Ministerstwo Obrony Kraju zarówno cywilom jak i wojskowym, którzy w latach 1917-1919 przyczynili się do utworzenia armii litewskiej. Odznaczenie zaprojektował artysta Juozas Zikaras, a wykonaniem zajęła się szwajcarska firma braci Huguenin. 
Wyprodukowano 300 sztuk tych medali jednak nikt nie został odznaczony, ponieważ dotarły na Litwę na krótko przed okupacją Litwy przez ZSRR (15 czerwca 1940). Trafiły w ręce sowieckich władz, które przekazały je do Muzeum Wojskowego, skąd skradziono je w latach siedemdziesiątych.
Po odzyskaniu niepodległości przez Litwę w 1991 odznaczenie nie zostało odnowione.  

## Opis odznaki
Odznaką Medalu Założycieli Wojska był okrągły medal ze srebra z wyobrażeniem krzyża greckiego, na którym umieszczono postać kobiety z mieczem w dłoni i uniesioną ręką, na tle maszerujących oddziałów wojska. Pomiędzy ramionami krzyża przedstawiono widoki czterech miast: Kłajpedy, Wilna, Kowna i Szawli. Dookoła medalu na obramowaniu umieszczony był napis: UŽ LIETUVOS LAISVĘ/KARIUOMENĖS PIRMŪNAI (Za Wolność Litwy/Pierwsi Wojskowi). Na rewersie medalu znajdował się napis „1917-1919”, ukazany na tle wieńca z gałązek dębowych i laurowych i skrzyżowanych na nim karabinu i szabli. Medal zawieszany był na klamrze umocowanej na wstążce z mory złożonej z trzech pionowych pasów o równej szerokości: zielonego, białego i czerwonego. Szerokość wstążki 32,5 mm. Na wstążce doczepiona była dodatkowo klamerka z datą „1917-1919” rozmieszczoną po obu stronach wieńca z umieszczoną w nim literą „P”.